# Dan Lewis (Fußballspieler)
Daniel „Dan“ Lewis (* 11. Dezember 1902 in Maerdy, Grafschaft Glamorgan; † 1965) war ein walisischer Fußballtorhüter.

## Karriere-Stationen
Lewis’ erster Verein war Clapton Orient (heute Leyton Orient). 1924 ging er zum FC Arsenal. Der Torhüter gab sein Debüt am 15. November 1924 gegen den FC Everton. Nach anfänglich guten Spielen wurde er nach einer 5:0-Pleite gegen Huddersfield Town zum Ersatztorhüter beordert. Erst als der neue Trainer Herbert Chapman kam, war Lewis wieder die Nummer eins der „Gunners“. Insgesamt kam er von 1924 bis 1931 auf 169 Einsätze. Im Mai 1931 wechselte er zum FC Gillingham. Dort wurde er nur mehr sechs Mal eingesetzt und beendete seine aktive Spielerkarriere 1932.

## Einsätze für Wales
International spielte er drei Mal für die walisische Fußballnationalmannschaft. Lewis’ Debüt war am 12. Februar 1927 gegen England. Das letzte Spiel war ebenfalls gegen England am 20. November 1929.

## Fehlgriff gegen Cardiff
In der Geschichte des FA Cups hat Dan Lewis unfreiwillig einen festen Platz: Als Cardiff City im Jahre 1927 als erstes und bis heute einziger walisischer Verein den Pokal gewann, gelang ihnen dies durch einen 1:0-Sieg gegen Arsenal. Ein Fernschuss von Hughie Ferguson rutschte Lewis durch die Arme und kullerte unter dem Bauch durch Richtung Torlinie. Lewis warf sich dem Ball noch hinterher, beförderte ihn aber hierbei mit dem Ellbogen ins Netz. Die Tatsache, dass Lewis wenige Monate zuvor selbst zum Nationaltorwart von Wales avanciert war, sorgte noch Jahre später für Spötteleien.

## Sonstiges
Dan Lewis starb 1965 im Alter von 62 Jahren.
| Personendaten    | Personendaten               |
| ---------------- | --------------------------- |
| NAME             | Lewis, Dan                  |
| ALTERNATIVNAMEN  | Lewis, Daniel (Geburtsname) |
| KURZBESCHREIBUNG | walisischer Fußballtorhüter |
| GEBURTSDATUM     | 11. Dezember 1902           |
| GEBURTSORT       | Glamorgan                   |
| STERBEDATUM      | 1965                        |